# Neven
Neven (zimorod, lat. Calendula), biljni rod iz porodice glavočika (Asteraceae). Pripada mu desetak vrsta, od kojih su u Hrvatskoj uobičajeni ljekoviti (C. officinalis) i poljski neven (C. arvensis).
Domovina ovog roda su jugozapadna Azija, zapadna Europa i Mediteran. Svojom prisutnošću u vrtu štiti druge biljke od nematoda, nametnika poznatih kao oblići. Ljekoviti neven ima antiupalna svojstva, a i njegovi cvjetovi i listovi su jestivi.
Godine 2024. otkrivene su dvije nove vrste na Kanarskim otocima.

## Vrste
1. Calendula arvensis L.
2. Calendula davisii A. C. Gonc. & P. Silveira
3. Calendula eckerleinii Ohle
4. Calendula karakalensis Vassilcz.
5. Calendula lanzae Maire
6. Calendula maroccana (Ball) B. D. Jacks.
7. Calendula meuselii Ohle
8. Calendula officinalis L.
9. Calendula oualidii A. C. Gonc. & P. Silveira
10. Calendula pachysperma Zohary
11. Calendula palaestina Boiss.
12. Calendula pinnatiloba (Coss. ex Maire) A. C. Gonc. & P. Silveira
13. Calendula ricardoi Simao, Reyes-Bet. & P.Silveira; otkrivena 2024
14. Calendula stellata Cav.
15. Calendula suffruticosa Vahl
16. Calendula sventenii Simao, Reyes-Bet. & P.Silveira; otkrivena 2024
17. Calendula tripterocarpa Rupr.